# Autonomic Neuroscience: Basic and Clinical
Autonomic Neuroscience: Basic and Clinical — це рецензований науковий журнал, що висвітлює дослідження вегетативної нервової системи. Він публікується видавництвом Elsevier і є офіційним журналом Міжнародного товариства з автономної нейронауки. Він був заснований Чендлером МакКласкі Бруксом(Chandler McCluskey Brooks) у 1978 році як Журнал автономної нервової системи та отримав свою нинішню назву в 2000 році. З 1985 р. та впродовж багатьох років після цього головним редактором був Джеффрі Бернсток (Медична школа UCL), якого змінив Рой Фріман (Roy Freeman).
Журнал реферується та індексується MEDLINE/PubMed. Відповідно до Journal Citation Reports, у 2018 році журнал мав   коефіцієнт впливу 2.247.